# Campodorus transbaikalicus
Campodorus transbaikalicus là một loài tò vò trong họ Ichneumonidae.